# Astragalus xiphidioides
Astragalus xiphidioides är en ärtväxtart som beskrevs av Josef Franz Freyn och Paul Ernst Emil Sintenis. Astragalus xiphidioides ingår i släktet vedlar, och familjen ärtväxter. Inga underarter finns listade i Catalogue of Life.